# Unione Sportiva Poggibonsi 2010-2011
Questa pagina raccoglie le informazioni riguardanti l'Unione Sportiva Poggibonsi nelle competizioni ufficiali della stagione 2010-2011.

## Rosa
| N. |                   | Ruolo | Calciatore               |  |
| -- | ----------------- | ----- | ------------------------ |  |
|    | Italia (bandiera) | A     | Fabio Alteri             |  |
|    | Italia (bandiera) | A     | Andrea Aperuta           |  |
|    | Italia (bandiera) | C     | Giovanni Bandini         |  |
|    | Italia (bandiera) | C     | Filippo Bigeschi         |  |
|    | Italia (bandiera) | A     | Roberto Bischeri         |  |
|    | Italia (bandiera) | C     | Mattia Bodano            |  |
|    | Italia (bandiera) | C     | Francesco Campolattano   |  |
|    | Italia (bandiera) | A     | Salvatore Cannistraro    |  |
|    | Italia (bandiera) | D     | Gianmarco Cenci          |  |
|    | Italia (bandiera) | C     | Gianmarco Cicali         |  |
|    | Italia (bandiera) | A     | Lorenzo Costa            |  |
|    | Italia (bandiera) | C     | Fabio Dall'Ara           |  |
|    | Italia (bandiera) | C     | Gianfilippo Dal Poggetto |  |
|    | Italia (bandiera) | A     | Lorenzo Dal Rio          |  |
|    | Italia (bandiera) | C     | Raffaele D'Esposito      |  |
|    | Italia (bandiera) | D     | Emilio Dierna            |  |
|    | Italia (bandiera) | P     | Umberto Ferrauto         |  |
|    | Italia (bandiera) | D     | Andrea Galeotti          |  |

| N. |                    | Ruolo | Calciatore        |
| -- | ------------------ | ----- | ----------------- |
|    | Italia (bandiera)  | C     | Mauro Gilardi     |
|    | Italia (bandiera)  | C     | Luca Hemmy        |
|    | Nigeria (bandiera) | A     | Harmony Ikande    |
|    | Italia (bandiera)  | A     | Antonio Lamenza   |
|    | Italia (bandiera)  | C     | Gianluca Leone    |
|    | Italia (bandiera)  | D     | Manuel Machetti   |
|    | Italia (bandiera)  | C     | Gennaro Marasco   |
|    | Italia (bandiera)  | C     | Federico Mazzolli |
|    | Italia (bandiera)  | D     | Marco Mugnaini    |
|    | Italia (bandiera)  | C     | Giacomo Nobili    |
|    | Italia (bandiera)  | P     | Timothy Nocchi    |
|    | Italia (bandiera)  | D     | Roberto Romeo     |
|    | Italia (bandiera)  | C     | Fabio Rovrena     |
|    | Italia (bandiera)  | D     | Samuele Salvadori |
|    | Italia (bandiera)  | C     | Giovanni Scampini |
|    | Italia (bandiera)  | D     | Simone Serino     |
|    | Italia (bandiera)  | C     | Moreno Zebi       |